# Giant Bomb
Giant Bomb és un lloc web i wiki nord-americà de videojocs que inclou vídeos, comentaris, notícies i ressenyes de jocs de rol, creats pels antics editors de GameSpot Jeff Gerstmann i Ryan Davis. El lloc web va ser votat per la revista Time com un dels 50 millors llocs web del 2011. Originalment part de Whisky Media, va ser adquirit per CBS Interactive el març de 2012 abans de ser venut a Red Ventures el 2020, i posteriorment a Fandom l'any 2022.
Després de ser cessat del seu càrrec com a director editorial de GameSpot, Gerstmann va començar a treballar amb un equip d'enginyers web per crear un nou lloc web de videojocs. La seva intenció era crear un espai estimulant que no se centrés en els aspectes empresarials de la indústria, sinó en els videojocs en sí.
Giant Bomb es va presentar el 6 de març de 2008 com a bloc; el lloc complet es va llançar el 21 de juliol de 2008.
Les oficines de Giant Bomb es van traslladar a San Francisco l'any 2010, amb una segona oficina establerta a la ciutat de Nova York el 2014. Després de la pandèmia de la COVID-19 de 2020, ambdues oficines es van tancar i el lloc web es va traslladar permanentment a un entorn de treball remot.
El contingut de Giant Bomb es divideix entre el personal que proporciona vídeos i articles escrits amb l'enfocament propi del periodismede videojocs i la seva comunitat, que crea i interactua amb les eines i funcions del lloc web: una base de dades wiki de videojocs oberta a l'edició per tots els usuaris registrats. El personal de Giant Bomb informa de notícies sobre videojocs i repassa els nous llançaments. Els seus podcasts setmanals, el Giant Bombcast, es publiquen els dimarts i cobreixen notícies i llançaments recents de la indústria dels videojocs, així com esdeveniments a l'oficina. Giant Bomb produeix una llista de sèries de vídeos habituals, com ara Quick Looks: valoracions sense editar de 20 a 90 minuts de jocs publicats recentment.

## Història

### Inicis deGameSpot, orígens a Whisky Media (2007–2011)
Jeff Gerstmann va ser cessat del seu càrrec com a director editorial de GameSpot el 28 de novembre de 2007. Després del seu acomiadament, per Internet van començar a circular rumors que aquest havia estat causat per la pressió externa d'Eidos Interactive, l'editorial darrere del videojoc Kane &Lynch: Dead Men. Gerstmann havia donat al joc una crítica negativa. Tant GameSpot com la seva empresa matriu CNET Networks van declarar que el seu acomiadament no tenia relació amb la revisió esmentada. En el que va ser etiquetat com el " GameSpot Exodus" per Joystiq, Alex Navarro, Ryan Davis, Brad Shoemaker i Vinny Caravella van abandonar GameSpot. Davis va anunciar la seva sortida de GameSpot el febrer de 2008, citant l'acomiadament de Gerstmann com una de les seves raons per marxar. 

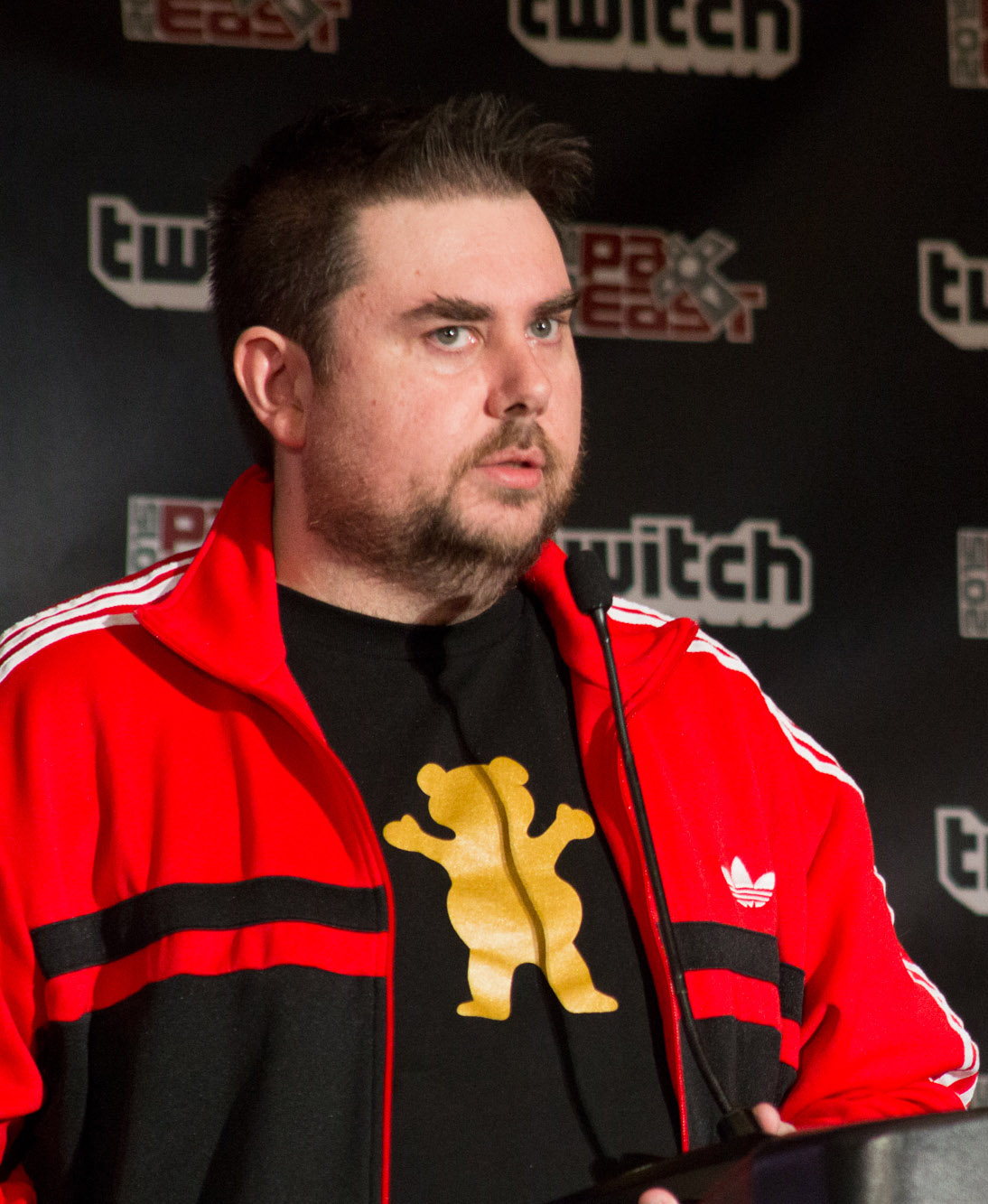
Jeff Gerstmann va considerar que les notícies sobre videojocs havien quedat "antiquades".

Gerstmann finalment va decidir que no volia treballar en el desenvolupament de jocs o les relacions públiques i va començar a treballar amb Shelby Bonnie's Whisky Media per començar a desenvolupar una nova pàgina. Parlant amb Tyler Wilde de GamesRadar, va dir que la seva intenció no era fer un lloc web que competís amb GameSpot, sinó crear "un lloc web de videojocs realment fantàstic i divertit. ... que ens agradi i que utilitzaríem, i que els usuaris també s'ho passin genial fent-lo servir." En el procés de decidir el nom del lloc web, es van considerar més de setanta noms de domini diferents. Gerstmann volia que el nom del lloc web fos enganxós i original, dient que hi havia massa llocs web de videojocs amb la paraula "joc". Giant Bomb va començar com un bloc de WordPress, que es va obrir el 5 de març de 2008. El lloc complet es va llançar el 20 de juliol de 2008. A més de Davis, que va gravar els primers episodis del podcast de la pàgina web, el Giant Bombcast amb Gerstmann, els antics editors de GameSpot Shoemaker i Caravella es van unir al lloc web al juny de 2008. El novembre de 2008, Drew Scanlon es va convertir en un dels primers becaris de Giant Bomb, i més tard va ser contractat oficialment com a productor de vídeo l'any següent. Navarro va deixar el seu càrrec de Community Manager d' Harmonix Music Systems per unir-se a Giant Bomb i al seu lloc germà Screened el maig de 2010.
Durant una entrevista a X-Play, Gerstmann va dir que pensava que els llocs web de videojocs s'havien centrat massa en la part empresarial dels videojocs, i que les notícies sobre jocs s'havien tornat "obsoletes" en el procés. “Volem sortir i parlar de jocs, perquè ens agraden els videojocs... i ens sembla que hi ha un públic allà fora a qui els agraden els jocs... i les seves necessitats no són satisfetes pel que hi ha ara mateix." 
Després de treballar per a 1UP.com, MTV News, G4 i Electronic Gaming Monthly, el conegut reporter de videojocs Patrick Klepek es va posar en contacte amb Giant Bomb l'octubre de 2010 per treballar per a Giant Bomb. Klepek, periodista reconegut del sector, va parlar del lloc com "el bastió singular d'una veu realment independent" en el periodisme de videojocs. Giant Bomb va contractar a Klepek com a editor de notícies l'abril de 2011.

### Adquisició per CBS Interactive (2012)
El març de 2012, Shelby Bonnie va vendre Whisky Media en dues ofertes, dividint els llocs web de la companyia. BermanBraun de Gail Berman i Lloyd Braun va comprar l'empresa, la seva plataforma de publicació i els llocs web Tested, Screened i Anime Vice. Giant Bomb i el seu lloc web germà de còmics Comic Vine es van vendre per separat a CBS Interactive, els propietaris de GameSpot i la seva empresa matriu CNET. Després de la venda de la plataforma de publicació a BermanBraun, la pàgina web es va reconstruir. El lloc redissenyat es va llançar el 12 de febrer de 2013.
Gerstmann va explicar que Giant Bomb havia estat cercant una nova propietat per tal de facilitar el creixement del lloc web i que les converses entre ells i CBS Interactive havien començat des del desembre de 2011. Quedant-se a San Francisco, la redacció de Giant Bomb i Comic Vine, juntament amb els dissenyadors Dave Snider i Alexis Gallisá, es van traslladar a l'edifici de CBS Interactive on Gerstmann, Davis, Shoemaker i Caravella havien treballat per a GameSpot.
Com a part del nou acord, es va anul·lar l'acord de no difamació entre Gerstmann i CNET, cosa que va permetre a Gerstmann parlar obertament sobre el motiu pel qual va ser acomiadat de GameSpot el 2007. En una entrevista a GameSpot, Gerstmann va revelar que l'acomiadament havia estat el resultat d'un enfrontament més llarg entre la divisió de gestió de GameSpot d'aleshores i el seu personal editorial. Gerstmann havia estat "cridat a despatx" tres vegades entre el 23 d'octubre de 2007 i el 29 de novembre de 2007, a causa de discrepàncies entre la comissió gestora i algunes de les crítiques que ell havia elaborat, les quals havien amenaçat en fer perdre diners a l'empresa a causa de la pressió de les companyies de videojocs implicades.

### Mort i homenatge de Davis, noves contractacions, sortides i expansió (2013-2016)
El juliol de 2013, el lloc va revelar que el cofundador del lloc web, Ryan Davis, va morir el 3 de juliol de 2013, als 34 anys, dies després del seu casament amb Anna Davis. El pare de Davis, Richard Davis, va confirmar que la mort havia estat per causes naturals.
La indústria del videojoc va fer un homenatge a Davis a través de les xarxes socials, articles escrits i vídeos. Gary Whitta, Michael Pachter, Sean Vanaman i Greg Miller van ser alguns dels noms destacats que van expressar els seus dols sobre la mort de Davis. Durant l'enregistrament de l'episodi d'aquesta setmana de Bonus Round per a GameTrailers, Geoff Keighley va acollir un episodi commemoratiu dedicat a la mort de Davis juntament amb els convidats Pachter, Jessica Chobot i Kyle Bosman. El músic alemany C418, conegut pel seu treball a la banda sonora de Minecraft, va penjar "Taswell", un homenatge musical a Davis.
Giant Bomb va anunciar dues vacants el 2014 per a llocs d'editor sènior i productor de vídeo. Al mateix temps, Caravella va anunciar que es traslladava de San Francisco a la seva ciutat natal, Nova York, després del naixement del seu segon fill. A més dels dos nous membres del personal, Caravella i Navarro obririen un nou estudi a les oficines de CBS Interactive a Nova York. Les noves contractacions es van anunciar com a membres del personal de Game Informer Dan Ryckert i Jason Oestreicher, que havien treballat a Game Informer des de 2009 i 2011 respectivament.
El desembre de 2014, Klepek va anunciar la seva sortida del lloc web. A la seva publicació final, Klepek va agrair al personal i a la comunitat de Giant Bomb el seu pas per l'empresa. Passaria a formar part de la plantilla de Kotaku, com a reporter sènior.
El maig de 2015, Austin Walker es va unir a l'equip editorial de Giant Bomb, treballant a les oficines de Nova York al costat de Caravella i Navarro. Walker va anunciar la seva sortida del lloc web el juny de 2016 per convertir-se en l'editor en cap de Waypoint, i posteriorment va contractar també Klepek, antic treballador de Giant Bomb. El setembre de 2016, Ryckert va anunciar que es traslladaria permanentment a l'oficina de Nova York a l'inici del nou any, amb una nova contractació programada per incorporar-se a l'oficina de San Francisco els mesos següents.

### Scanlon, mem de noi blanc parpellejant i sortida (2017-2019)
Una imatge GIF del productor de vídeos Drew Scanlon, anomenat GIF "Blinking White Guy", es va convertir en un mem d'Internet al febrer de 2017 després de convertir-se en viral a Twitter. El GIF de reacció, que es va originar a partir d'un episodi de Unprofessional Fridays el 2013, va ser comentat per Mashable per la seva versatilitat a l'hora d'utilitzar-se com a reacció en tuits. El mem ha donat lloc a múltiples tuits que han acumulat centenars de milers de retuits i m'agrades, mentre que la revista Cosmopolitan el va anomenar "el millor mem més ben relacionat". En entrevistes amb BuzzFeed i The Guardian, Scanlon va comentar la seva aprovació del mem i va assenyalar com la gent separa la persona real que hi ha darrere: "Em sento bastant allunyat".
Aquella mateixa setmana, San Francisco Chronicle va informar que Scanlon havia anunciat que deixaria Giant Bomb a finals de mes. Entrant en més detall sobre el Giant Bombcast, Scanlon va explicar la seva intenció de començar un projecte documental en solitari finançat per Patreon titulat "Cloth Map" i va fer broma amb Gerstmann sobre el moment en què el mem parpellejant es va fer viral coincidint amb el seu anunci, tot i informar als seus col·legues de la decisió setmanes abans. L'1 de maig de 2017, Giant Bomb va anunciar que Abby Russell i l'antic intern Ben Pack s'unirien a les oficines de Giant Bomb East i West, respectivament, amb contractacions addicionals previstes per a finals d'any. El novembre de 2017, el lloc web va anunciar que un nou productor de vídeo, Jan Ochoa, havia ocupat el seient deixat vacant per Scanlon.

### Treball remot, adquisició per Red Ventures, sortides de Nextlander i nous contractistes (2020-2021)
El gener de 2020, Dan Ryckert va anunciar la seva sortida del lloc, després d'haver acceptat una posició com a productor de podcasts per a la WWE. El març següent, ambdues oficines es van tancar com a resposta a la pandèmia de la COVID-19, obligant el personal a treballar a distància des de casa seva. El setembre de 2020, ViacomCBS va anunciar la venda de CNET i llocs web relacionats a l'empresa de màrqueting Red Ventures per 500 US$ dòlars. Jeff Gerstmann va confirmar més tard que Giant Bomb estava entre els llocs inclosos en venda. L'octubre següent, Abby Russell va anunciar que marxaria del llocweb a finals de novembre de 2020. El gener de 2021, Ben Pack va anunciar que deixaria la pàgina web després que les discussions sobre el Joc de l'Any concloguessin més tard aquell mes. El mateix mes, el copresentador de Giant Beastcast Jeff Bakalar de CNET va ser anomenat cap de desenvolupament de continguts i estratègia de Giant Bomb.
El maig de 2021, Vinny Caravella, Alex Navarro i Brad Shoemaker van anunciar que abandonarien el lloc, fet que va provocar el tancament de l'estudi de Nova York. Posteriorment, els tres van establir un nou projecte de podcast i streaming, "Nextlander", guanyant més de 5.000 subscriptors de Patreon durant el seu primer dia d'activitat un mes després. En una declaració feta a GameSpot després de les sortides, Gerstmann va confirmar que "utilitzarien això com una oportunitat per repensar què és aquesta pàgina web. És una oportunitat per presentar noves personalitats de diferents orígens i explorar categories i temes que [Giant Bomb ] abans no havia tingut." L'episodi del 8 de juny de 2021 del Giant Bombcast, Giant Bomb va confirmar que, a més de contractar nou personal a la càmera i de producció, molts altres que havien aparegut com a convidats en el contingut anterior de Giant Bomb s'unirien com a contractistes i contribuirien en nous programes i contingut, inclòs Danny O'Dwyer de Noclip ; Jeff Grubb de VentureBeat ; Tamoor Hussain i Lucy James de GameSpot ; Evil Uno of All Elite Wrestling ; els actors Matt Shipman i Janina Gavankar ; i els antics alumnes de Giant Bomb Ryckert i Pack. L'octubre de 2021, Giant Bomb va anunciar que el productor de vídeos de YouTube Jess O'Brien, que havia estat ajudant a Giant Bomb en un paper de contractista, s'uniria al lloc com a empleat a temps complet. Gerstmann va confirmar en un episodi posterior del Giant Bombcast que l'oficina de San Francisco tancaria i el lloc es canviaria permanentment a un entorn de treball remot.

### L'acomiadament, la reorganització i l'adquisició de Gerstmann per Fandom (2022-present)
El 6 de juny de 2022, Giant Bomb va anunciar la sortida de Jeff Gerstmann del lloc web. L'endemà, Gerstmann va confirmar que començaria un nou podcast independent, "The Jeff Gerstmann Show", finançat a través de Patreon. Gerstmann va explicar al primer episodi del podcast més tard aquell dia que la decisió d'abandonar Giant Bomb va ser el resultat de sentir-se massa estressat i ofegat creativament per la creixent burocràcia i el temps dedicat als negocis i la gestió mentre treballava sota una corporació. Tenia el desig de voler passar més temps centrant-se en la producció de continguts i l'estudi dels videojocs i la indústria. Gerstmann va detallar més a l'episodi del podcast del 25 d'octubre, afirmant que "va ser acomiadat tres setmanes abans que [ell] anés a renunciar". Tot i que no estava segur de les circumstàncies exactes del seu acomiadament, va assenyalar que s'havia desil·lusionat en aquell moment, ja que havia quedat clar que els seus objectius per al lloc web no serien possibles sota la seva empresa matriu.
El mateix dia que va començar el podcast de Gerstmann, Giant Bomb va anunciar una reorganització centrada en un equip de nou persones. A més de Rorie, Oestreicher, Ochoa, Bakalar i O'Brien, Tamoor Hussain i Lucy James s'unirien a Giant Bomb alhora que formarien part de l'equip editorial de GameSpot, amb Jeff Grubb unint-se al lloc web a temps complet i produint un programa de notícies en forma de diari anomenat Joc Mess Mornings. L'antic editor Dan Ryckert també tornaria al lloc, ara ocupant un lloc de director creatiu. El 3 d'octubre de 2022, Fandom, Inc. va anunciar que havia adquirit diversos llocs web d'entreteniment de Red Ventures, inclòs Giant Bomb.

## Principals característiques
El' contingut editorial de Giant Bomb es descriu com a més lleuger i casual que els llocs web tradicionals de notícies i ressenyes de videojocs, centrant-se en el contingut de vídeo amb la intenció de ser humorístic i entretingut.

### Vídeo
Els vídeos de Giant Bomb són produïts per Oestreicher, Ochoa i O'Brien. Els vídeos estan allotjats a Giant Bomb i també estan disponibles a través de YouTube i com a canal gratuït en dispositius de transmissió de mitjans digitals com el Roku. This Ain't No Game (TANG) va ser una sèrie setmanal al llarg del 2009 en la qual Davis revisava pel·lícules basades en videojocs, basant-se en la intenció de Davis de "desafiar-se a veure i avaluar totes les pel·lícules de videojocs fetes mai". El nom de la sèrie es va extreure del lema de màrqueting de la pel·lícula Super Mario Bros. Tot i que TANG va criticar la pel·lícula Mortal Kombat: Annihilation, el cocreador de Mortal Kombat, Ed Boon, va dir que l'episodi en qüestió va ser generós, tenint en compte la seva resposta crítica.
The Endurance Run era una funció de vídeo diària en què Caravella i Gerstmann jugaven al joc de rol Persona 4 de PlayStation 2 en temps real, amb el seu propi comentari sobre el vídeo. La idea de l' Endurance Run va sorgir de l'interès del mateix Gerstmann i Caravella per jugar a Persona 4, un joc que els dos tenien curiositat però que no van tenir temps a jugar. El 2010, Gerstmann, Caravella, Davis i Shoemaker es van dividir en equips i simultàniament van jugar al joc d'acció i aventura de Xbox 360 Deadly Premonition. Després que l'espectacle va acabar, el creador de Deadly Premonition Hidetaka "SWERY" Suehiro va visitar Giant Bomb el 2011 i el 2013. Parlant al podcast benèfic de 24 hores del 2011 del lloc web Tested.com per ajudar a Child's Play, Davis i Klepek es van revelar com els jugadors de la 3a Endurance Run, jugant al llançament de Chrono Trigger de Super Nintendo Entertainment System. La funció es va interrompre durant quatre anys fins a l'esdeveniment PAX West el setembre de 2016, on Caravella, Navarro i Ryckert van anunciar que revivirien la funció Endurance Run, jugant a través del joc Dreamcast Shenmue .
Thursday Night Throwdown era un programa multijugador setmanal en directe. Els membres de l'equip editorial van jugar a un joc amb i perquè els usuaris el veiessin i interactuessin mitjançant Twitch. Tim Schafer i Double Fine van assistir a l'episodi amb Iron Brigade (que llavors era conegut com Trenched). Abans del llançament del videojoc Bastion el 2011, hi havia la sèrie de videojocs Building the Bastion, una col·laboració amb Giant Bomb i els creadors de Bastion, Supergiant Games. Els esdeveniments documentats inclouen el desenvolupament intern del joc, projeccions públiques a PAX Prime 2011 i, finalment, guanyar Warner Bros. com a soci editorial. Giant Bomb va optar per no revisar el joc.
El desembre de 2011, abans del llançament de Star Wars: The Old Republic, el lloc web va retransmetre Star Wars Galaxies durant les 5 hores finals abans de tancar-se. Kotaku va informar d'esdeveniments tal com van succeir a la seqüència de Giant Bomb, inclòs un esdeveniment jugador contra jugador entre les faccions de Star Wars, l'Imperi Galàctic i The Rebels, així com una aparició del Fantasma de la Força d'Obi-Wan Kenobi tal com es mostra a The Empire Strikes. i el retorn del Jedi .

#### Quick Look
El lloc publica regularment Quick Look, vídeos de 20 a 90 minuts que mostren imatges de joc sense editar d'un jugador, amb comentaris sense censura de membres del personal jugant al joc o veient jugar a altres. El famós youtuberJohn "TotalBiscuit" Bain, que va modelar la seva pròpia sèrie de vídeos WTF is... després de Quick Looks, descriu aquest nou format de vídeo com una barreja d'entreteniment i crítica, combinada amb l'essència d'un vídeo de Let's Play. La funció s'ha utilitzat per perfilar jocs molt esperats, fer esment a jocs menys coneguts, o per mostrar intencionadament videojocs dolents amb finalitats humorístiques. Els Quick Looks de Giant Bomb de jocs menys coneguts sovint són més publicitats pels seus respectius desenvolupadors o comunitats, com la comunitat de jocs de lluita, com a senyal de reconeixement general.

### Podcasts
L'abril de 2012, l'empresa de localització de videojocs 8-4 va anunciar que entrarien en una associació amb Giant Bomb en la qual el lloc web es convertiria en el nou amfitrió del podcast quinzenal 8-4. El setembre de 2014 es va anunciar que Giant Bomb havia signat una associació amb Midroll, una empresa de publicitat de podcasts.

#### Bombcast gegant
The Giant Bombcast és el podcast setmanal de Giant Bomb, el qual és publicat els dimarts. El format setmanal del programa inclou discussions sobre jocs jugats durant el cap de setmana, notícies del sector, jocs publicats recentment i correus electrònics enviats pels oients. El personal del lloc també ha gravat espectacles a Tòquio, Japó per al Tokyo Game Show, així com durant l'Electronic Entertainment Expo i la Penny Arcade Expo. El 2011 el podcast tenia més de 100.000 oients. A partir del juliol de 2016, Giant Bomb va començar a transmetre en directe la gravació del Giant Bombcast en format de vídeo.

#### Giant Beastcast
El juny de 2015, Giant Bomb va estrenar un segon podcast setmanal, el Giant Beastcast. L'espectacle, llançat cada divendres, es va gravar a l'oficina de Nova York de Giant Bomb i va ser presentat per Caravella, amb convidats setmanals durant el seu mandat com Navarro, Bakalar, Walker, Ryckert i Russell. L'espectacle va seguir un format similar al Giant Bombcast. El podcast es va retirar el maig del 2021 després del tancament de l'oficina de Nova York i la marxa de Caravella i Navarro, i va concloure amb el seu episodi 331 amb els sis amfitrions.

### Notícies
La notícia Giant Bomb va ser escrita pels editors de notícies Navarro i Klepek. Els articles produïts no es limiten a notícies generals sobre jocs, sinó que també inclouen articles periodístics d'investigació sobre la indústria, com ara la controvèrsia al voltant dels desenvolupadors de LA Noire, Team Bondi i les seves pràctiques de treball. Les editorials i entrevistes escrites per Klepek durant el seu mandat sobre l'ètica, les experiències i l'impacte dels jocs inclouen la història d'una persona que va detallar els processos mentals del síndrome d'Asperger i com el seu temps jugant als videojocs és diferent del jugador mitjà. Un article del juliol de 2011 sobre el concepte de creació de jocs world travel-influenced, Game Trekking, va incloure una entrevista amb el fundador Jordan Magnuson i el seu "notgame", The Killer. The Killer es va basar en els seus viatges a Cambodja i en les seves observacions d'una nació que encara es recupera del seu temps com a Kampuchea Democràtica sota el règim dels Khmers Rojos, dirigit per Pol Pot entre 1975 i 1979. Després de la sèrie de campionats Evo de 2011 en què el guanyador del premi Rising Star, Noah Solis, de 8 anys, va arribar als 48 millors jugadors de Marvel vs. Capcom 3: Fate of Two Worlds, Klepek va entrevistar a Solis i al seu pare Moises Solis que van elogiar els videojocs juntament amb l'educació per evitar el crim organitzat de Los Angeles.
El 2013 Microsoft va presentar la seva vuitena generació de videojocs, la Xbox One. La recepció prèvia al llançament de la Xbox One va ser objecte de fortes crítiques després del seu anunci de funcionalitats com la forma sempre activa de gestió de drets digitals (DRM), que prohibeix als consumidors jugar a jocs comprats si la seva Xbox One no es podia connectar a Internet una vegada cada 24 hores . El 19 de juny de 2013, Giant Bomb va anunciar que Microsoft invertiria en aquestes polítiques i no les inclouria a la consola. Després de l'article de Klepek, Microsoft va anunciar els canvis més tard al mateix dia.

### Ressenyes
Els videojocs de Giant Bomb estan classificats en una escala d'una a cinc estrelles, sense mitja estrella. Metacritic enumera Giant Bomb amb més de 830 crítiques en els seus registres, més de 450 d'elles positives, més de 250 mesclades i més de 100 negatives. D'aquestes ressenyes, el 30% són superiors a la mitjana de la crítica, el 3% les mateixes i el 67% són inferiors. En contrast amb el seu temps treballant per a GameSpot, Davis havia dit que les ressenyes no són representatives de Giant Bomb com a entitat, sinó que són molt personalitzades i diu que, "pel que fa al procés de revisió, estem sent molt oberts perquè una revisió sigui això: la perspectiva de la persona. Quan una revisió ha de representar la perspectiva d'una organització sencera sobre un joc, és aquí on pots trobar-te amb problemes." Durant una conferència de ressenyes de videojocs sobre Rock, Paper, Shotgun el 2008, Gerstmann va descriure el seu enfocament a les ressenyes. Emfatitzant la idea de que les ressenyes ara són més subjectives i menys objectives a partir de les consoles de videojocs de setena generació, a causa de l'ampliació de l'audiència dels videojocs i la cultura dels videojocs, Gerstmann va dir que ajudar els lectors en un joc determinat en lloc de donar la seva visió era la direcció cap a la qual s'havien de dirigir les ressenyes de videojocs.

### Premis del joc de l'any

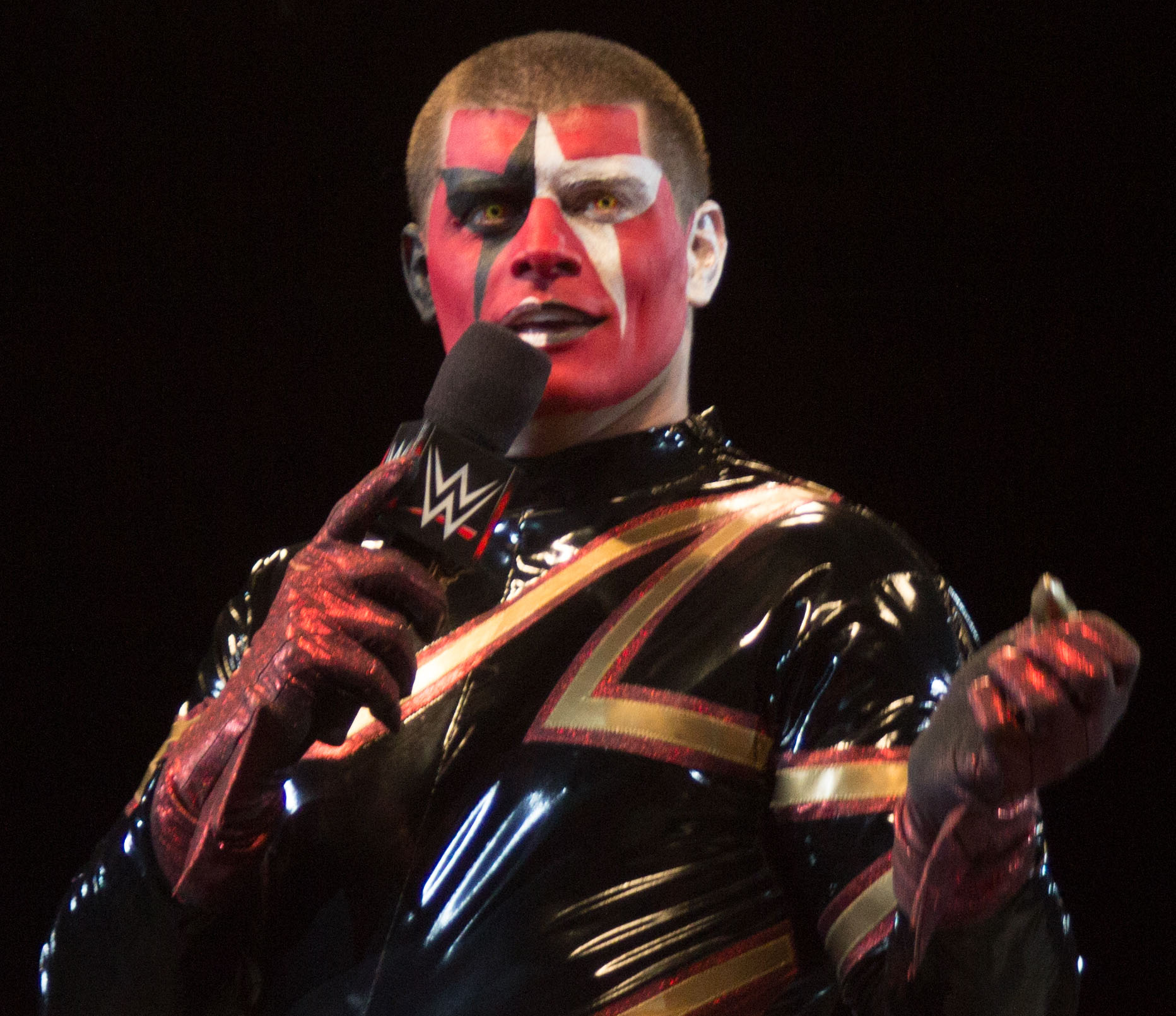
Es diu que el lluitador professional Cody Rhodes de la WWE és un fan de la sèrie The Legend of Zelda. Rhodes va escriure un article sobre el personatge per a Giant Bomb com Stardust (a la foto) detallant els seus 10 millors videojocs del 2014.

Els premis anuals del joc de l'any inclouen múltiples podcasts que són enregistraments en directe de les deliberacions del personal. Els premis de còmic addicionals creats per Giant Bomb han inclòs el Millor ús de Nolan North, també conegut com The Northies, un premi que el mateix North va reconèixer. Durant la setmana de premis, es publiquen els 10 millors jocs de l'any de cada membre del personal. Els articles dels 10 millors jocs convidats de l'any de famosos de fora de la indústria dels videojocs inclouen el director de cinema de terror i ciència-ficció John Carpenter i els lluitadors professionals de la WWE Stardust i Xavier Woods.
| Any  | Joc                            | Gènere                                                    | Plataforma                                                    | Desenvolupadors            |
| ---- | ------------------------------ | --------------------------------------------------------- | ------------------------------------------------------------- | -------------------------- |
| 2008 | Grand Theft Auto IV            | Acció- aventura                                           | PlayStation 3, Xbox 360, Windows                              | Rockstar North             |
| 2009 | Uncharted 2: Among Thieves     | Acció - aventura, plataformes, shooter en tercera persona | PlayStation 3                                                 | Naughty Dog                |
| 2010 | Mass Effect 2                  | Acció - rol                                               | PlayStation 3, Xbox 360, Windows                              | BioWare                    |
| 2011 | The Elder Scrolls V: Skyrim    | Joc de rol                                                | Xbox 360, Windows                                             | Bethesda Game Studios      |
| 2012 | XCOM: Enemy Unknown            | Estratègia                                                | PlayStation 3, Xbox 360, Windows                              | Firaxis Games              |
| 2013 | The Last of Us                 | Acció - aventura, survival terror                         | PlayStation 3                                                 | Naughty Dog                |
| 2014 | Middle-earth: Shadow of Mordor | Acció- aventura                                           | PlayStation 4, Xbox One, Windows                              | Monolith Productions       |
| 2015 | Super Mario Maker              | Plataformes                                               | Wii U                                                         | Nintendo EAD Group No. 4   |
| 2016 | Hitman                         | Acció - aventura, stealth                                 | PlayStation 4, Xbox One, Windows                              | IO Interactive             |
| 2017 | PlayerUnknown's Battlegrounds  | Battle royale                                             | Windows                                                       | PUBG Corporation           |
| 2018 | Tetris Effect                  | Puzzle                                                    | PlayStation 4, PlayStation VR                                 | Monstars Inc. and Resonair |
| 2019 | Outer Wilds                    | Acció- aventura                                           | PlayStation 4, Xbox One, Windows                              | Mobius Digital             |
| 2020 | Hades                          | Roguelike                                                 | Windows, Nintendo Switch                                      | Supergiant Games           |
| 2021 | Chicory: A Colorful Tale       | Joc d'aventura, Puzzle                                    | PlayStation 5, PlayStation 4, Nintendo Switch, Windows, macOS | Greg Lobanov               |

### Contingut de la comunitat
Els usuaris de Giant Bomb tenen la possibilitat de crear blocs, fer un seguiment de les seves col·leccions de jocs i afegir informació a les entrades del joc. A més, el lloc té taulers de missatges que diuen que "crear una comunitat de persones ... és una gran part del que tracta Giant Bomb ". Giant Bomb permet als usuaris contribuir a guies de jocs col·laboratives basades en wikis. A Quests, els usuaris guanyen punts d'experiència i pugen de nivell com un element de joc social que "ofereix incentius als usuaris per crear més contingut".

#### Base de dades Wiki
La wiki - base de dades de videojocs Giant Bomb, que es va obrir amb el lloc web complet llançat el juliol de 2008, combina una wiki estructurada amb una base de dades relacional i és editable pels usuaris registrats del lloc. Les presentacions són aprovades pels moderadors de wiki designats abans de ser acceptades, però els usuaris experimentats poden renunciar a aquest procés. El disseny de la wiki s'ha descrit com a construït al voltant de la interactivitat dels videojocs en contrast amb els models de wiki existents. TechCrunch compara la base de dades wiki amb Wetpaint, Engadget, i la seva pròpia Crunchbase, que es basava en un predecessor de Giant Bomb, el lloc web ara retirat de Whisky Media Political Base. Ernest W. Adams va acreditar la base de dades wiki pel seu ús durant la seva recerca per a la redacció del seu llibre Fundamentals of Game Design .

### Servei de subscripció de pagament
El servei de subscripció per pagament de Giant Bomb es va llançar el setembre de 2010, amb vídeos addicionals, retransmissions en directe i podcasts sense anuncis exclusius per als membres premium. El juny de 2011, Mike Tatum de Whisky Media va informar que s'acostaven als 10.000 membres premium. El model de subscripció de pagament s'ha convertit en la principal font d'ingressos de Giant Bomb arran dels serveis de filtratge d'anuncis com Adblock Plus. A més dels videojocs, el contingut de la subscripció inclou altres indústries, com ara la lluita lliure professional, la Fórmula 1, la música i els podcasts culturals.

## Afers corporatius i cultura
Giant Bomb és conegut pel seu mètode alternatiu de periodisme de videojocs: "No busquen dominar el món, tenen un equip editorial molt petit que està molt centrat a cobrir les coses que volen cobrir i ja està". Aquest concepte es basa en una cobertura enfocada i personalitzada i en donar-li més importància a la línia de referència en contraposició a la cobertura acceptada de la indústria que generalment existia abans.
| Empleats actuals          | Empleats actuals              | Empleats actuals       |
| Nom                       | Posició                       | Anys                   |
| ------------------------- | ----------------------------- | ---------------------- |
| Mateu Rorie               | Director sènior de màrqueting | 2013-present           |
| Jason Oestreicher         | Productor de vídeo sènior     | 2014-present           |
| Dan Ryckert               | Director creatiu              | 2014-2020 2022-present |
| Jan Ochoa                 | Productor sènior              | 2017-present           |
| Jeff Bakalar              | Mànager general               | 2021-present           |
| Jess O'Brien              | Productor de vídeo            | 2021-present           |
| Jeff Grubb                | Editor de notícies            | 2022-present           |
| Tamoor Hussain            | Editor                        | 2022-present           |
| Lucy James                | Editor                        | 2022-present           |
| Antics empleats           |                               |                        |
| Nom                       | Posició                       | Anys                   |
| Mike Horn                 | Enginyer web                  | 2009-2012              |
| Ryan Davis                | Cofundador, editor sènior     | 2008–2013              |
| Dave Snider               | Cofundador, dissenyador       | 2008–2013              |
| Ian Kelly                 | Enginyer web                  | 2011-2014              |
| Alexis Gallisá            | Director tècnic creatiu       | 2011-2014              |
| Patrick Klepek            | Editor sènior de notícies     | 2011-2014              |
| Austin Walker             | Editor de notícies            | 2015–2016              |
| Drew Scanlon              | Productor de vídeo sènior     | 2009–2017              |
| Abby Russell              | Productor associat            | 2017-2020              |
| Ben Pack                  | Editor                        | 2017-2021              |
| Vincent "Vinny" Caravella | Director de producció         | 2008-2021              |
| Brad Shoemaker            | Editor sènior                 | 2008-2021              |
| Àlex Navarro              | Editor sènior                 | 2010-2021              |
| Jeff Gerstmann            | Cofundador, redactor en cap   | 2008-2022              |

Cronologia

### Jeff Gerstmann
Treballant per a GameSpot com a director editorial fins al 2007, Gerstmann, GameSpot i la seva empresa matriu CNET van estar involucrats en un incident controvertit quan Gerstmann va ser acomiadat pel que més tard es va revelar que era un enfrontament entre '' GameSpot . Gerstmann s'uniria a Whisky Media i llançaria Giant Bomb amb Davis, Shoemaker i Caravella el 2008. Gerstmann és un dels membres del consell assessor dels premis VGX responsable de nominar i decidir els guanyadors. Gerstmann va ser acomiadat del lloc el juny de 2022.

### Ryan Davis
Ryan Thomas "Taswell" Davis (4 de juny de 1979 - 3 de juliol de 2013) va ser un periodista nord-americà de videojocs i una personalitat d'Internet. Abans va ser periodista del lloc web de jocs GameSpot i cofundador i editor del lloc web de jocs Giant Bomb .
Reclutat per Jeff Gerstmann, Davis va començar a treballar per a GameSpot l'any 2000. Inicialment va començar en el treball de suport tècnic, Davis es va unir a l'equip editorial, escrivint ressenyes per al lloc web, i finalment es va involucrar en el contingut de vídeo i podcast.
Després de l'acomiadament de Gerstmann el 2007, Davis va abandonar GameSpot i es va unir a Gerstmann sota Whisky Media per llançar Giant Bomb. Esdevenint l'amfitrió principal de Giant Bomb, Davis va ser el cap del Giant Bombcast així com del contingut de vídeo. Davis va ser descrit amb una capacitat per connectar amb els espectadors gràcies a una presència "inherentment genuïna" davant la pantalla.
Davis va morir el 3 de juliol de 2013 per causes naturals, poc després del seu casament amb Anna Davis. La seva mort es va revelar cinc dies després al lloc web de Giant Bomb .
El seu company de feina, Matthew Rorie, va dir de Davis que "per algú que de vegades podria ser tan acerbat, i tot i que el coneixia des de fa gairebé una dècada, sincerament no recordo haver estat mai enfadat amb ell. Tenia un tipus d'amabilitat poc convencional que s'expressava amb més força quant més temps el coneixia, i malgrat la seva naturalesa burladora, sempre va aconseguir que els seus amics íntims se sentissin estimats quan la seva atenció es dirigia cap a tu." 

### Pràctiques empresarials, ètica i associacions
El lloc web va tenir diverses interaccions amb Buckner &amp; Garcia, creadors de " Pac-Man Fever ", el 2011 a partir del juny, quan Giant Bomb va organitzar un torneig de Pac-Man a l'oficina el Thursday Night Throwdown. El programa va incloure una entrevista amb Jerry Buckner i Gary Garcia que promocionaven el seu primer conjunt de cançons de Pac-Man Fever que es publicaven a la Rock Band Network. Davis més tard faria broma sobre la voluntat de "Buckner & Garcia per escriure una cançó sobre aquest estúpid lloc web", la setmana següent al Giant Bombcast . "Found me the Bomb", escrit i interpretat per Buckner i Garcia, es publicaria com a nou tema amb el segon conjunt de cançons de Pac-Man Fever el setembre. Aquesta seria la cançó final que el duet crearia amb la mort de Gary Garcia el 17 de novembre de 2011.
El 18 de gener de 2012 van tenir lloc les Protestes contra SOPA i PIPA, un esforç col·lectiu contra la Llei Stop Online Piracy and PROTECT IP Act. Molts llocs web, inclosa la Viquipèdia en anglès, es van apagar durant 24 hores contra les dues lleis proposades. Giant Bomb també es va oposar a SOPA i PIPA i va fer un espectacle d'humor improvisat el mateix dia.
Molyjam va ser un joc mundial de 48 hores de març a abril de 2012, fundat per Anna Kipnis de Double Fine Productions, Patrick Klepek ' Giant Bomb i Chris Remo de Idle Thumbs. Basant-se en un compte de paròdia del conegut desenvolupador de videojocs Peter Molyneux a Twitter, dissenyadors i desenvolupadors de jocs professionals i aficionats de més de 30 ciutats van crear jocs basats en els tuits "emocionals" i "innovadors" de còmics del compte de paròdia. Kipnis, Klepek i Remo van dirigir l'embús del joc principal a les oficines de Giant Bomb i GameSpot CBS Interactive a San Francisco.
Alex Navarro va fer una aparició a l'esdeveniment benèfic Awesome Games Done Quick (AGDQ) del 2015. Navarro va fer un speedrun del videojoc Big Rigs: Over the Road Racing de 2003.

### Humor

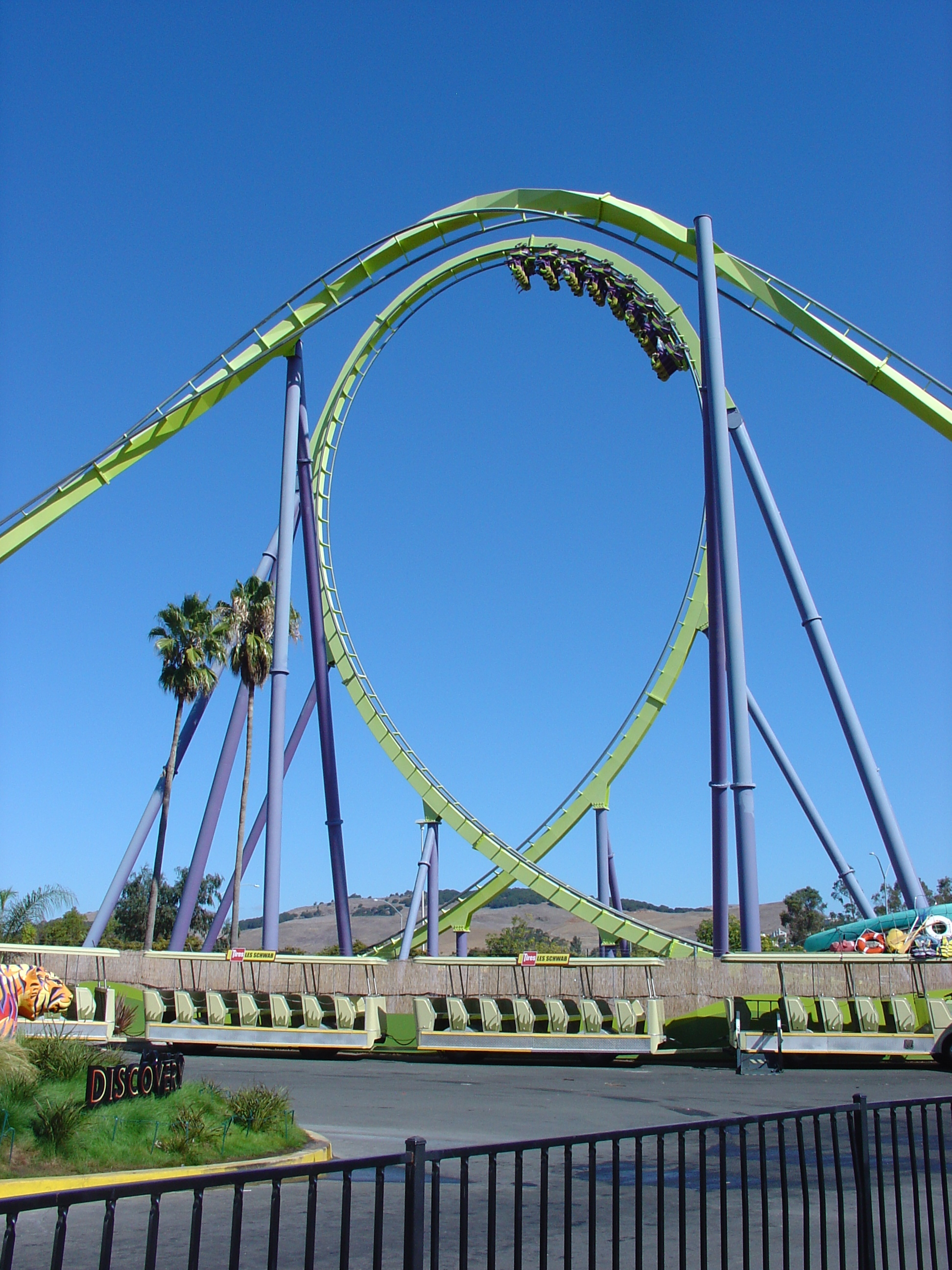
Six Flags Discovery Kingdom ; El bucle vertical de la Medusa

L'octubre de 2014 , Giant Bomb va publicar un vídeo en què Gerstmann i Ryckert van organitzar una competició de videojocs per veure qui podia arribar més lluny en el videojoc Super Mario Bros. 3 mentre pujava a la muntanya russa Medusa a Six Flags Discovery Kingdom a Vallejo, Califòrnia. Cada jugador tenia una Nintendo 3DS lligada al canell i jugava a través del servei de consola virtual de Nintendo mentre experimentava les inversions i la força g de la muntanya russa.

### Treball de caritat
Giant Bomb participa a l'esdeveniment benèfic anual Extra Life, en què els recaptadors de fons retransmeten maratons de videojocs de 24 hores mentre els espectadors fan donacions per als nens malalts. Després de recaptar un total acumulat de 122.972 dòlars el 2013, l'equip de Giant Bomb, format pel personal de Giant Bomb, Iron Galaxy Studios i membres de la comunitat, va superar el seu objectiu fixat de 175.000 dòlars el 2014. Els canals principals de Giant Bomb i Iron Galaxy van incloure quatre fluxos separats de 24 hores que sumen un total de 96 hores d'aquella setmana. El juny de 2017, l'equip de Giant Bomb Extra Life havia recaptat 923.797 dòlars.

## Recepció
En votar el lloc web als seus 50 millors llocs web del 2011, Harry McCracken de la revista Time va descriure Giant Bomb com a tenir "notícies, ressenyes i vídeos fluïds, divertits i amb més opinió que molts dels llocs web de videojocs propietat de grans empreses de mitjans de comunicació. ." El gener de 2012 es va anunciar que Vox Media havia contractat diversos noms del periodisme de videojocs per llançar Polygon, inclosos els editors en cap de Joystiq i Kotaku, Chris Grant i Brian Crecente . Quan se li va preguntar per què pensava que hi havia espai per a un altre lloc web de videojocs, Grant va dir que: "L'únic lloc que realment miraria i diria que tenen una tecnologia envejable és Giant Bomb; no hi ha res més que sigui tan atractiu".

## Crítiques i polèmiques
Crítics com Brianna Wu i l'escriptora Samantha Allen van lamentar la contractació de Dan Ryckert i Jason Oestreicher per part de Giant Bomb el juliol de 2014 pel que fa a la representació de gènere als videojocs i altres grups minoritaris, comentant el personal 100% blanc i masculí de Giant Bomb. Allen va patir assetjament a través de Twitter.
Durant una entrevista amb MSNBC a MSNBC Live, Wu va demanar a Giant Bomb i IGN que proporcionessin cobertura de la controvèrsia de Gamergate al seu lloc web. Aquell dia es va publicar un article de Patrick Klepek que detallava l'assetjament relacionat amb Gamergate de Wu, tal com va reconèixer la BBC al seu servei BBC Online en la seva cobertura de Gamergate i la mateixa Wu en una entrevista posterior amb PBS NewsHour de PBS.

## Impacte
A Giant Bomb se li atribueix ser innovador dins del periodisme de videojocs, evitant moltes de les seves caigudes i el creixement continuat on altres empreses del mitjà han hagut de reduir la capacitat o tancar completament. A causa del filtratge d'anuncis, els que han estat habituals als llocs web de periodisme de videojocs són cada cop menys visibles. Llocs web com Giant Bomb, ScrewAttack i Penny-Arcade han rebut elogis pel seu èxit en els seus models de subscripció de pagament. A més, com que el periodisme de videojocs basat en paper va ser substituït pel periodisme de videojocs basat en la web, els grans llocs web de periodisme de videojocs com IGN i GameSpot estan ara sota l'amenaça de les celebritats de YouTube i dels jugadors de videojocs que creen els seus propis canals de transmissió en directe a Twitch.